# 水泉乡 (哈尔滨市)
水泉乡是中国黑龙江省哈尔滨市双城市下辖的一个乡，位于双城西北部。